# Sebastian Huber (Philosoph)
Sebastian Huber (* 17. Mai 1860; † 12. August 1919) war ein deutscher römisch-katholischer Geistlicher des Erzbistums München und Freising, Hochschullehrer, Domdekan und als Generalvikar engster Mitarbeiter der Erzbischöfe Franziskus von Bettinger und Michael von Faulhaber.

## Leben
Nach einem Studium der Philosophie und Theologie wurde Huber am 19. Juni 1886 zum Priester geweiht. Er promovierte in Philosophie (Dr. phil.) und lehrte ab 1893 als Professor für Philosophie am Lyzeum in Freising, der späteren Philosophisch-theologischen Hochschule Freising. Ab 1914 übernahm er die Aufgabe des Domdekans in München, und war ab 16. Januar Generalvikar des Erzbischofs Bettinger bis zu dessen Tod am 12. April 1917. Unmittelbar danach verwaltete er interimistisch als Kapitularvikar das Erzbistum und übernahm ab dem 3. September 1917 wieder die Aufgabe des Generalvikars im Auftrag des neuen Erzbischofs Michael von Faulhaber.

## Werke (in Auswahl)
- (Autor), Heinrich Ostler (Bearbeitung und neu Hrsg.), Grundzüge der Logik und Poetik im Geiste des hl. Thomas von Aquin, 3., vermehrte Auflage, F. Schöningh, Paderborn 1924 München 1962, ISBN 3-88096-223-5, (zugleich Hochschulschrift, Diss. Rom 1962)